# Benedetto Del Castillo
Benedetto Del Castillo (Cerda, 2 febbraio 1922 – Roma, 23 ottobre 1996) è stato un politico e avvocato italiano.

## Biografia
Sesto di nove figli di Gabriele, farmacista, Benedetto si iscrisse alla Democrazia Cristiana nel 1945. Militante dell'Azione Cattolica, dal 1947 al 1948 fu vicesegretario regionale delle ACLI siciliane, quindi segretario Provinciale delle ACLI di Palermo, dal 1949 al 1954 fu incaricato di dirigere il Patronato ACLI di Caltanissetta e Trapani.
Nel 1956 ricoprì la carica di primo Presidente della Cassa Mutua dei Coltivatori Diretti e nel 1958 componente della Commissione Artigianato. Fu presidente provinciale di Caltanissetta dal 1956 al 1958 e presidente zonale dei Comitati Civici di Luigi Gedda della diocesi di Caltanissetta dal 1956. Nel 1956 fu eletto consigliere comunale di Caltanissetta e quindi Capo Gruppo consiliare della Democrazia Cristiana. Si occupò di problemi dei bacini zolfiferi siciliani e ai lavoratori, "surfarara", che si occupavano dell'estrazione dello zolfo di Sicilia.
Fu segretario provinciale della D.C. di Caltanissetta dal 1960 al 1963. La sua prima elezione alla Camera dei deputati, nel 1963 (IV legislatura), nella circoscrizione della Sicilia Occidentale (Palermo-Agrigento-Trapani-Caltanissetta) con oltre quarantatremila voti di preferenza. Nella Democrazia Cristiana aderì alla corrente di Aldo Moro fino alla scomparsa dello statista, e successivamente si associò alla corrente di Forze Nuove il cui leader era Carlo Donat-Cattin.
Fu nel 1964 sindaco di Serradifalco, poi lo fu di Cerda, dal 1972 al 1974 e dal 1976 al 1977.
Primo dei non eletti con oltre trentacinquemila voti di preferenza alle elezioni 1972, fu proclamato deputato, per la seconda volta, a fine della VI legislatura a seguito della scomparsa del parlamentare Franco Restivo. Dal 1974 al 1976 fu Consigliere di Amministrazione dell'Ente Minerario Siciliano e membro del Comitato tecnico amministrativo della sezione del Credito Industriale del Banco di Sicilia di Palermo, in rappresentanza del Consiglio dei ministri.
Partecipò alle elezioni del 1976 e fu proclamato deputato per la terza volta nella VII Legislatura. Dal 1980 al 1984 fu componente del collegio dei probiviri del suo partito. Nel 1981 fu nominato Consigliere d'Amministrazione della Banca Nazionale del Lavoro in rappresentanza del Ministero del lavoro e della previdenza sociale.
Fu membro di quattro commissioni parlamentari: IV Giustizia, X Trasporti, XIII Lavoro e Previdenza sociale e la Commissione speciale per l'esame del disegno di legge n. 4797 Conversione in legge del decreto-legge 22 gennaio 1968, n. 12 concernente provvidenze a favore delle popolazioni dei comuni della Sicilia colpiti dai terremoti del gennaio 1968.
Ha avuto 6 figli.
È morto nel 1996 a Montecitorio.

## Fonti
- Annuario parlamentare 1985